# Liste der Kulturdenkmäler in Reifferscheid
In der Liste der Kulturdenkmäler in Reifferscheid sind alle Kulturdenkmäler der rheinland-pfälzischen Ortsgemeinde Reifferscheid aufgeführt. Grundlage ist die Denkmalliste des Landes Rheinland-Pfalz (Stand: 12. Juni 2023).

## Einzeldenkmäler
| Bezeichnung                    | Lage                                        | Baujahr                  | Beschreibung | Bild                                    |
| ------------------------------ | ------------------------------------------- | ------------------------ | --- | --------------------------------------- |
| Wegekreuz                      | Fronhof Lage                                | 1927 (?)                 | Wegekreuz, barocker Typ, bezeichnet 1927 | Fotos hochladen                         |
| Katholische Kirche St. Michael | Fronhof 7 Lage                              | ab 149[x]                | Westturm, bezeichnet 149[x], zweischiffige Bruchsteinhalle, 1893–95, Architekt Lambert von Fisenne, Gelsenkirchen, Seitenschiffe 1971–73; Grabkreuz, 18. oder 19. Jahrhundert | weitere Bilder Fotos hochladen          |
| Wohnhaus                       | Hauptstraße 54 Lage                         | 19. Jahrhundert          | Fachwerkhaus, Ständerbau, 19. Jahrhundert | BW                                      |
| Wohnhaus                       | Im Winkel, zu Nr. 6 Lage                    | 18. Jahrhundert          | Fachwerk-Einhaus, 18. Jahrhundert | BW                                      |
| Wohnhaus                       | Kerngasse, zu Nr. 4 Lage                    | 17. oder 18. Jahrhundert | Fachwerkhaus, wohl aus dem 17. oder 18. Jahrhundert, Fachwerkscheune | BW                                      |
| Kapelle                        | südlich des Ortes                           | 18. Jahrhundert          | kleiner Saalbau, 18. Jahrhundert | Direkt Bild zu diesem Denkmal hochladen |
| Kapelle                        | westlich des Ortes; Distrikt Forstnück Lage | 17. Jahrhundert          | kleiner Saalbau, 17. Jahrhundert | Fotos hochladen                         |